# Roraimamiervogel
De roraimamiervogel (Myrmelastes saturatus) is een zangvogel uit de familie Thamnophilidae (miervogels).

## Verspreiding en leefgebied
Deze soort komt voor in Venezuela en Guyana en telt twee ondersoorten:
- M. s. obscura: centraal Venezuela.
- M. s. saturatus: zuidoostelijk Venezuela en westelijk Guyana.

## Status
De grootte van de populatie is niet gekwantificeerd maar de soort wordt omschreven als plaatselijk vrij algemeen. Op de Rode lijst van de IUCN heeft deze soort de status niet bedreigd.